# Sokoli Żleb

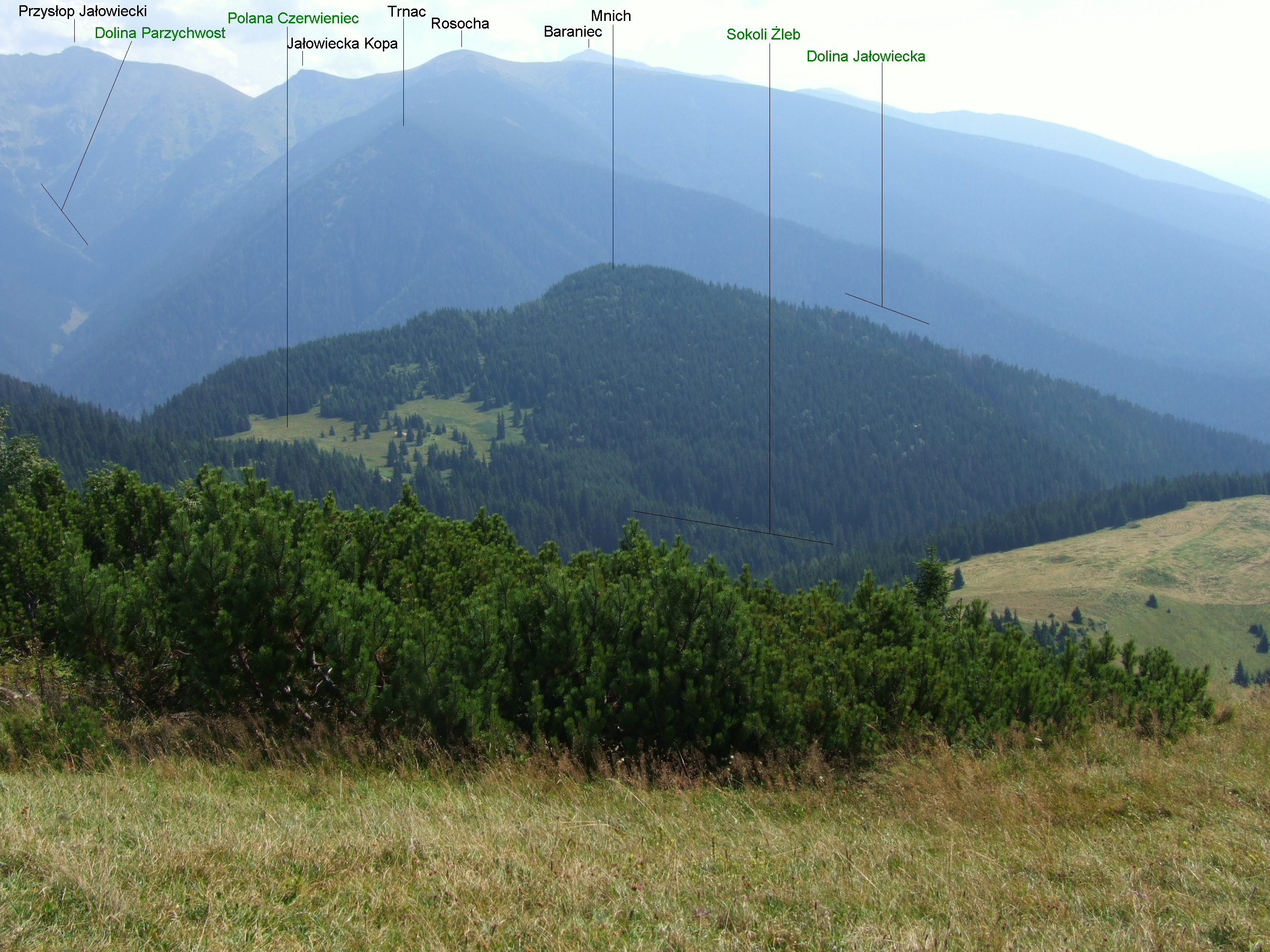
Widok z Babek

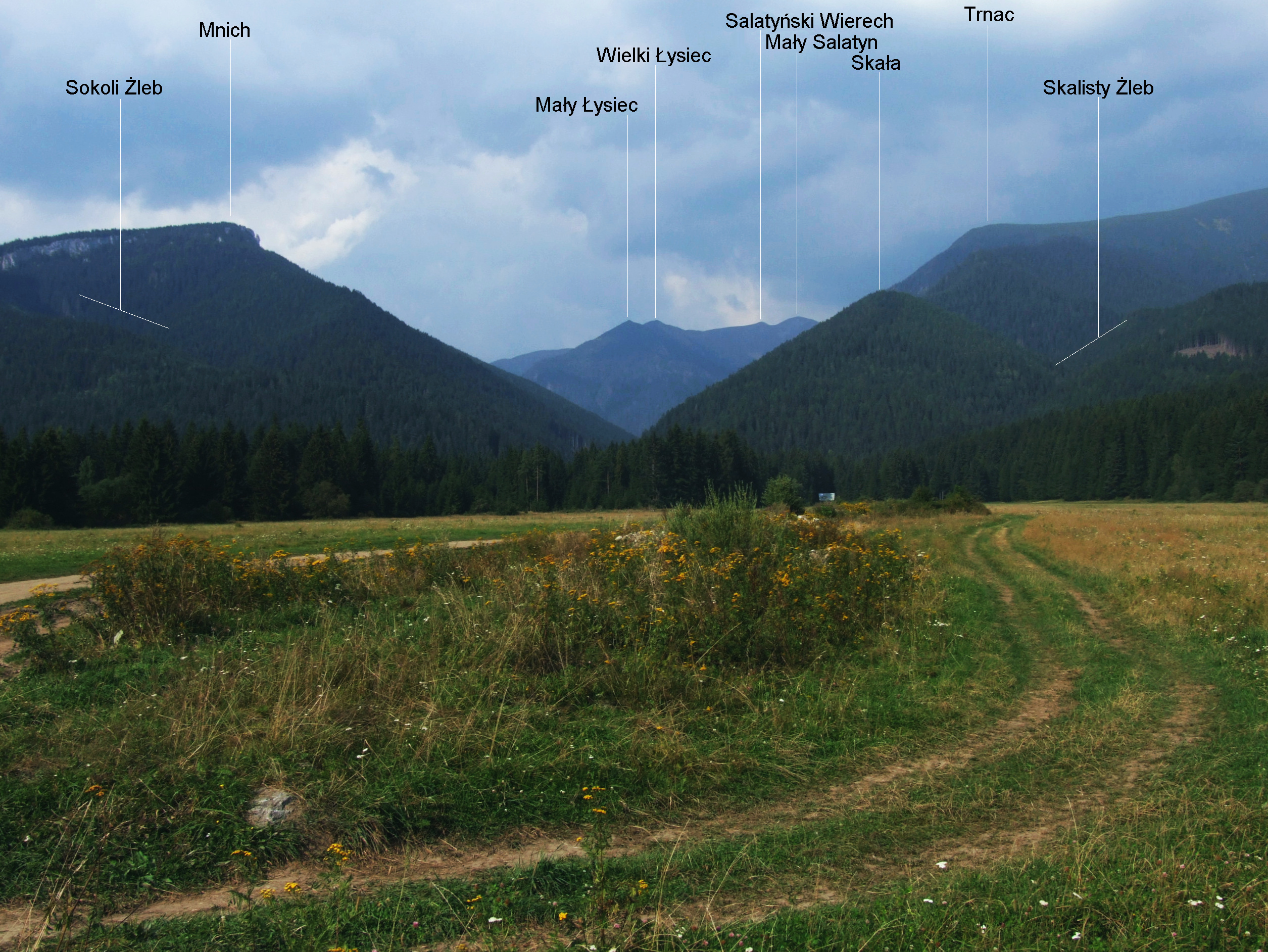
Widok na Sokoli Żleb z Jałowca

Sokoli Żleb (słow. Sokoli žľab lub Sokol žľab) – częściowo żleb, częściowo dolinka na zachodnich zboczach Doliny Jałowieckiej w słowackich Tatrach Zachodnich. Początek ma na wysokości około 1450 m pod Babkową Przehybą (1491 m), skąd opada początkowo w kierunku południowo-wschodnim. W połowie swojej długości przerzyna się głębokim wąwozem pomiędzy skałami Jałowieckiego Mnicha i Sokoła, zmieniając kierunek na bardziej południowy. Ma długość około 2,5 km i uchodzi do Doliny Jałowieckiej tuż przy jej wylocie (powyżej Przesieki). Orograficznie prawe obramowanie Sokolego Żlebu tworzą odchodzący od Babek grzbiet Szczawne, Sokół i opadający od niego grzbiet Krzywe, natomiast obramowanie lewe tworzy grzbiet Rygiel opadający z niewielkiej kopki w grani Babkowa Przehyba – Mała Kopa do Mnicha, a dalej Mnich i jego południowy grzbiet. Dnem żlebu spływa niewielki Sokoli Potok. Górna część Sokolego Żlebu (powyżej Sokolej Cieśniawy) w niektórych źródłach jest określana jako dolinka Czerwieniec.
W 1981 na znacznej części Sokolego Żlebu utworzono obszar ochrony ścisłej o powierzchni 74,75 ha dla ochrony krasowych form skalnych (w tym jaskiń), dobrze zachowanych siedlisk leśnych, bogatej fauny naskalnych roślin wapieniolubnych i wysokogórskiej fauny. Obszar ten obejmuje środkową część Sokolego Żlebu wraz ze zboczami Sokoła i Mnicha.  W wapiennych skałach Sokolego Żlebu gniazdują m.in. rzadkie gatunki ptaków i jest wiele jaskiń.